# Nigerita
Nigerita es el nombre genérico de un grupo de minerales, dentro de la clase de los minerales óxidos. Fue nombrada así porque los primeros minerales de este grupo fueron descubiertos en Nigeria.

## Características químicas
Son todos óxidos que suelen tener aluminio, hierro y estaño, además de varios metales más.
Todos son de gran dureza y del sistema cristalino trigonal.

## Minerales del grupo de la nigerita
Los minerales del grupo son:
| Ferronigerita-2N1S    | (Al,Fe,Zn)2(Al,Sn)6O11(OH)    |
| Ferronigerita-6N6S    | (Al,Fe,Zn)3(Al,Sn,Fe)8O15(OH) |
| Magnesionigerita-2N1S | (Mg,Al,Zn)2(Al,Sn)6O11(OH)    |
| Magnesionigerita-6N6S | (Mg,Al,Zn)3(Al,Sn,Fe)8O15(OH) |
| Zinconigerita-2N1S    | (Zn,Al,Fe)2(Al,Fe)6O11(OH)    |
| Zinconigerita-6N6S    | (Zn,Al,Fe)3(Al,Fe)8O15(OH)    |